# Santa Marta del Cerro
Santa Marta del Cerro ist eine Gemeinde (municipio) in der spanischen Provinz Segovia. Sie liegt im Süden der Autonomen Region Kastilien und León, an der Nordwestabdachung der Sierra de Guadarrama. Sie hat 49 Einwohner (Stand: 2024). 

## Geographie
Santa Marta del Cerro liegt etwa 35 Kilometer nordwestlich vom Stadtzentrum von Segovia in einer Höhe von ca. 1015 m. 
Santa Marta del Cerro befindet sich innerhalb der Zone des kontinentalen mediterranen Klimas.

## Bevölkerungsentwicklung
| Jahr      | 1970 | 1981 | 1991 | 2001 | 2011 | 2021 |
| Einwohner | 136  | 78   | 57   | 53   | 46   | 41   |

## Sehenswürdigkeiten
- Kirche von Santa Marta

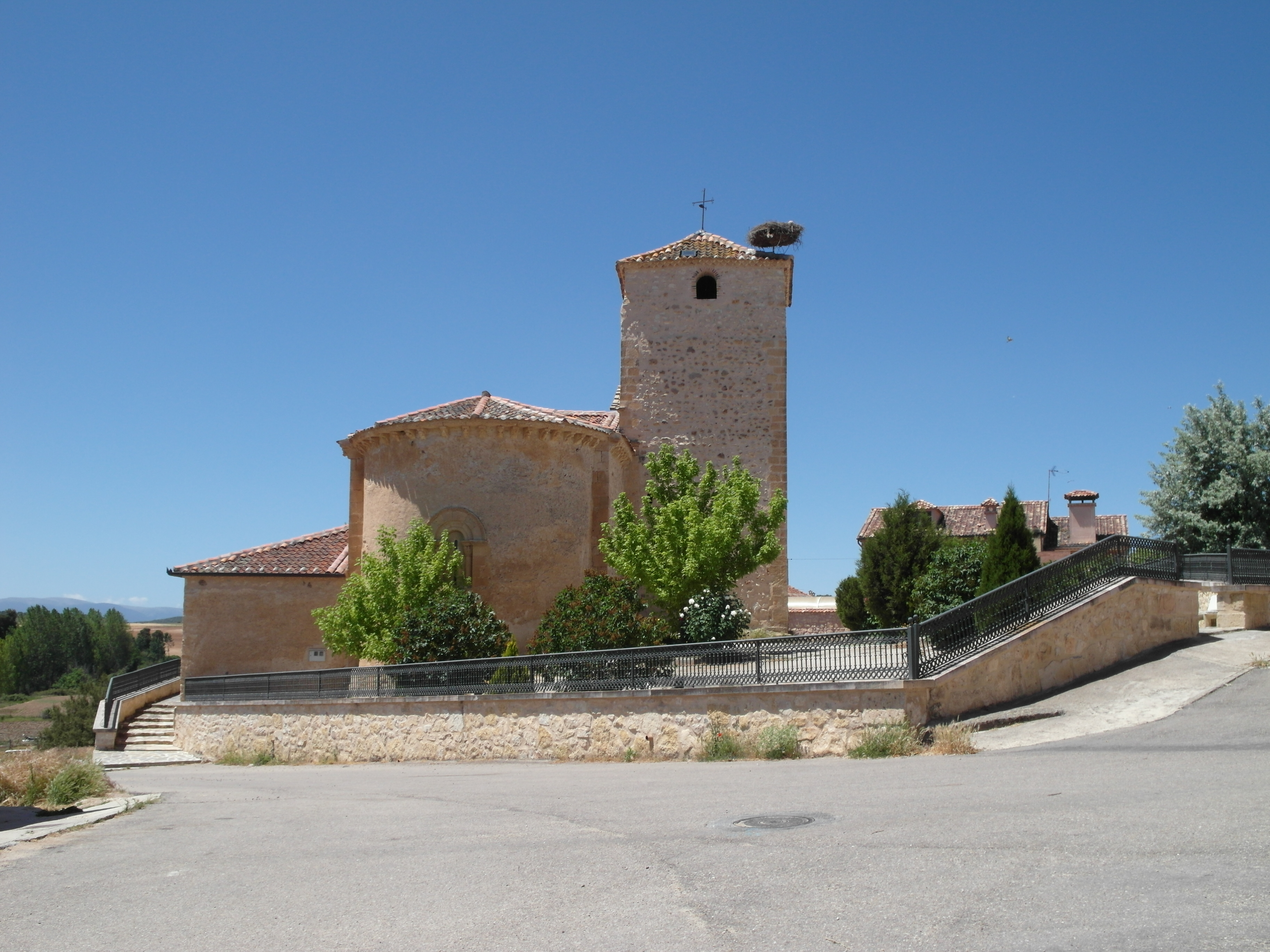
Kirche